# Seleção Marroquina de Futebol Feminino
A Seleção Marroquina de Futebol Feminino representa o Marrocos nas principais competições internacionais de futebol feminino. A equipe é filiada à Confederação Africana de Futebol (CAF) e à Federação Internacional de Futebol (FIFA). Ela também é filiada à UAFA e à UNAF.
Em 13 de julho de 2022 se classificou pela primeira vez para uma Copa do Mundo de Futebol Feminino.

## Estatísticas

### Desempenho em competições oficiais

#### Copa do Mundo
| Desempenho do Marrocos na Copa do Mundo | Desempenho do Marrocos na Copa do Mundo | Desempenho do Marrocos na Copa do Mundo | Desempenho do Marrocos na Copa do Mundo | Desempenho do Marrocos na Copa do Mundo | Desempenho do Marrocos na Copa do Mundo | Desempenho do Marrocos na Copa do Mundo | Desempenho do Marrocos na Copa do Mundo |
| Ano                                     | Fase                                    | J                                       | V                                       | E                                       | D                                       | GP                                      | GC                                      |
| --------------------------------------- | --------------------------------------- | --------------------------------------- | --------------------------------------- | --------------------------------------- | --------------------------------------- | --------------------------------------- | --------------------------------------- |
| 1991                                    | Não se classificou                      | Não se classificou                      | Não se classificou                      | Não se classificou                      | Não se classificou                      | Não se classificou                      | Não se classificou                      |
| 1995                                    | Não se classificou                      | Não se classificou                      | Não se classificou                      | Não se classificou                      | Não se classificou                      | Não se classificou                      | Não se classificou                      |
| 1999                                    | Não se classificou                      | Não se classificou                      | Não se classificou                      | Não se classificou                      | Não se classificou                      | Não se classificou                      | Não se classificou                      |
| 2003                                    | Não se classificou                      | Não se classificou                      | Não se classificou                      | Não se classificou                      | Não se classificou                      | Não se classificou                      | Não se classificou                      |
| 2007                                    | Não se classificou                      | Não se classificou                      | Não se classificou                      | Não se classificou                      | Não se classificou                      | Não se classificou                      | Não se classificou                      |
| 2011                                    | Não se classificou                      | Não se classificou                      | Não se classificou                      | Não se classificou                      | Não se classificou                      | Não se classificou                      | Não se classificou                      |
| 2015                                    | Não se classificou                      | Não se classificou                      | Não se classificou                      | Não se classificou                      | Não se classificou                      | Não se classificou                      | Não se classificou                      |
| 2019                                    | Não se classificou                      | Não se classificou                      | Não se classificou                      | Não se classificou                      | Não se classificou                      | Não se classificou                      | Não se classificou                      |
| 2023                                    | Classificada                            | Classificada                            | Classificada                            | Classificada                            | Classificada                            | Classificada                            | Classificada                            |
| Total                                   | 1/9                                     | –                                       | –                                       | –                                       | –                                       | –                                       | –                                       |